# Trish Cockrem
Patricia Cockrem, detta Trish (Townsville, 17 maggio 1961), è un'ex cestista australiana.

## Carriera
Con l'Australia ha disputato i Campionati mondiali del 1983 e i Giochi olimpici di Los Angeles 1984.